# Polochion couronné
Philemon argenticeps
Espèce
Statut de conservation UICN

 LC  : Préoccupation mineure
Le Polochion couronné (Philemon argenticeps) est une espèce d'oiseaux de la famille des Meliphagidae.

## Répartition
Cette espèce est endémique d'Australie.

## Taxinomie et systématique
Selon le Congrès ornithologique international et Alan P. Peterson il existe deux sous-espèces :
- Philemon argenticeps argenticeps (Gould, 1840), dans le centre du Nord de l'Australie[1] ;
- Philemon argenticeps kempi Mathews, 1912, de la péninsule du cap York dans le Nord-Est de l'Australie[1].